# Lindheimera texana
Lindheimera texana là một loài thực vật có hoa trong họ Cúc. Loài này được A.Gray & Engelm. mô tả khoa học đầu tiên năm 1847.